# Godfrey Okumu
Godfrey Owese Okumu é um treinador de voleibol do Quénia. Ele também é um ex-jogador que jogou pela equipa de voleibol nacional queniana. Okumu é um nativo de Nyanza.

## Carreira de jogador
Como jogador, Okumu jogou por vários clubes, bem como pela selecção masculina de voleibol nacional queniana de 1990 a 2003. Após a sua aposentadoria, ele se mudou para o Japão. Ele trabalhou como professor de inglês na Prefeitura de Kumamoto em 2002, antes de treinar.

## Carreira de treinador
Godfrey Okumu é detentor de um certificado de treino nível 3 da FIVB e é membro da Sociedade Japonesa de Pesquisa em Voleibol.

### No Japão
Após a sua carreira de jogador, Okumu mudou-se para o Japão durante os anos 2000. Okumu serviu como parte da equipa técnica do clube de voleibol profissional masculino Oita Miyoshi Weisse Adler, de 2006 a 2012. Ele também serviu como treinador da equipa de voleibol Hataka Girls High School.

### Selecção Nacional Feminina Queniana
A selecção feminina queniana contratou Okumu como parte da sua equipe técnica no Campeonato Mundial Feminino de Voleibol da FIVB entre 2006 e 2010, assim como nas Copas do Mundo Feminino de Voleibol da FIVB de 2011 e 2015.

### Nas Filipinas
A equipa universitária de voleibol UP Lady Fighting Maroons, sob o comando de Jerry Yee, treinou com Okumu em junho de 2016. Após a renúncia de Yee do seu cargo em setembro de 2017, Okumu foi anunciado como o novo treinador da equipe feminina de voleibol da Universidade das Filipinas em novembro de 2017. Okumu começou a liderar a equipa na temporada 80 da UAAP, em 2018. Okumu disse que introduzirá o "estilo japonês" de jogo para a equipa que ele aprendeu durante o tempo em que esteve no Japão.

## Vida pessoal
Okumu tem uma filha chamada Hawi Fuyumi, que joga profissionalmente no Japão. Desde 2017, Fuyumi joga pela Hitachi Rivale.